# Herculano
Herculano (em latim: Herculaneum e em italiano:  Ercolano) era uma cidade antiga, localizada na comuna moderna de Ercolano, Campânia, Itália. Herculano foi enterrada sob cinzas vulcânicas e pedra-pomes na erupção de 79 d.C. do Monte Vesúvio.
Como a cidade vizinha de Pompeia, Herculano é famosa como uma das poucas cidades antigas a ser preservada mais ou menos intacta, pois as cinzas que cobriam a cidade também a protegiam contra saques e intempéries. Embora menos conhecida hoje do que Pompeia, foi a primeira e por muito tempo a única cidade enterrada do Vesúvio a ser encontrada (em 1709), enquanto Pompeia só foi revelada a partir de 1748 e identificada em 1763. Ao contrário de Pompeia, o material principalmente piroclástico que cobria Herculano carbonizou e preservou mais madeira em objetos como telhados, camas e portas, além de outros materiais de base orgânica, como alimentos e papiros.
A história tradicional é que a cidade foi redescoberta por acaso em 1709, durante a escavação de um poço. Remanescentes da cidade, no entanto, já haviam sido encontrados durante trabalhos de terraplanagem anteriores. Nos primeiros anos após sua redescoberta, túneis foram cavados no local por caçadores de tesouros e muitos artefatos foram removidos. As escavações regulares começaram em 1738 e continuaram desde então, embora de forma intermitente. Hoje, apenas parte do local antigo foi escavado, e a atenção e os fundos mudaram para a preservação das partes já escavadas da cidade, em vez de se concentrar na descoberta de mais áreas.
Embora fosse menor que Pompeia, com uma população de até 5 mil habitantes, Herculano era uma cidade mais rica. Era um refúgio popular à beira-mar para a elite romana, o que se reflete na extraordinária densidade de casas grandiosas e luxuosas com, por exemplo, um uso muito mais luxuoso de revestimento de mármore colorido. Edifícios famosos da cidade antiga incluem a Vila dos Papiros e as chamadas "casas de barco", nas quais foram encontrados os restos mortais de pelo menos 300 pessoas.

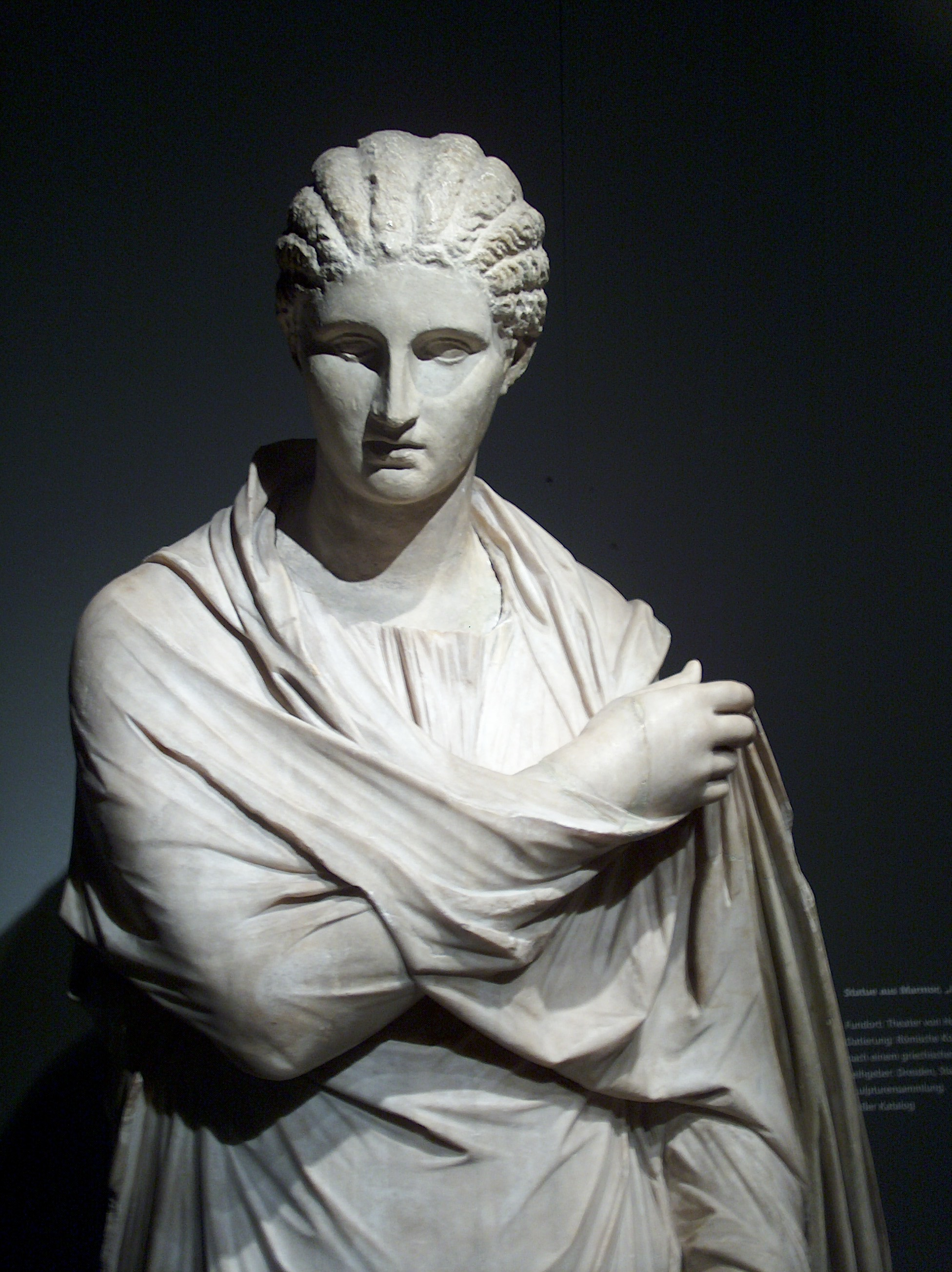
Pequena Mulher de Herculano (Dresden)

## Origem
Herculano recebeu o nome do deus grego mítico, Hércules, que, de acordo com a lenda contada por Dionísio de Halicarnasso, fundou a cidade em 1243 a.C. durante a sua passagem pela Itália, regressando de Espanha com os bois de Gerião.. A análise histórica, no entanto, sugere que a cidade foi fundada pelos oscos ou etruscos no século VII a.C., conquistada pelos samnitas no século V a.C. Em 90 a.C., a cidade foi dominada por Roma e transformada em um municipium. Nos últimos anos da República Romana, Herculano atingiu o auge de seu esplendor graças à sua localização costeira, ar puro e clima ameno, tornando-se uma popular cidade turística para muitas famílias patrícias de Roma. A cidade era vibrante e densamente povoada quando o terremoto de 62 d.C. a atingiu, causando sérios danos; as obras de reconstrução ainda estavam em andamento quando a trágica erupção do Monte Vesúvio ocorreu em 79 d.C. A nuvem de gases tóxicos da erupção exterminou os habitantes, enquanto toda a cidade foi literalmente selada sob um fluxo de cinzas e rochas vulcânicas a 16 metros de profundidade que se solidificaram, preservando restos orgânicos quase perfeitamente intactos, como tecidos, alimentos, vegetação e estruturas de madeira.

## Erupção de 79 DC

Herculano e outras cidades afetadas pela erupção do Monte Vesúvio. A nuvem negra representa a distribuição geral de cinzas e cinzas. Linhas costeiras modernas são mostradas

O curso e a linha do tempo da erupção podem ser reconstruídos com base em escavações arqueológicas e duas cartas de Plínio, o Jovem, ao historiador romano Tácito.
Por volta das 13h do primeiro dia de erupção, o Monte Vesúvio começou a expelir material vulcânico milhares de metros no céu. Quando atingiu uma altura de 27–33 km (17–21 milhas),  o topo da coluna se achatou, levando Plínio a descrevê-la a Tácito como um pinheiro manso. Os ventos predominantes na época sopravam para o sudeste, fazendo com que o material vulcânico caísse principalmente na cidade de Pompéia e arredores. Como Herculano ficava a oeste do Vesúvio, foi apenas levemente afetado pela primeira fase da erupção. Enquanto os telhados em Pompéia desabaram sob o peso dos destroços, apenas alguns centímetros de cinzas caíram em Herculano, causando poucos danos; no entanto, as cinzas levaram a maioria dos habitantes a fugir.
À 1h do dia seguinte, a coluna eruptiva, que havia subido para a estratosfera , desabou sobre o Vesúvio e seus flancos. A primeira onda piroclástica, formada por uma mistura de cinzas e gases quentes, desceu a montanha e atravessou a cidade quase evacuada de Herculano a 160 km/h (100 mph). Uma sucessão de seis enxurradas e ressacas enterrou os prédios da cidade a aproximadamente 20 m de profundidade, causando poucos estragos em algumas áreas e preservando estruturas, objetos e vítimas quase intactos. No entanto, outras áreas foram danificadas significativamente, derrubando paredes, arrancando colunas e outros objetos grandes; uma estátua de mármore de Marcus Nonius Balbusperto dos banhos foi soprado a 15m de distância e um esqueleto carbonizado foi encontrado levantado 2,5 m acima do nível do solo no jardim da Casa do Alívio de Télefo.
A data da erupção foi a partir de 17 de outubro. O argumento para uma erupção de outubro/novembro é conhecido há muito tempo em vários aspectos: as pessoas enterradas nas cinzas usavam roupas mais pesadas do que as roupas leves de verão típicas de agosto; frutas e legumes frescos nas lojas são típicos de outubro – e, inversamente, as frutas de verão típicas de agosto já eram vendidas em forma seca ou conservada. As jarras de fermentação do vinho haviam sido lacradas, o que teria acontecido por volta do final de outubro; moedas encontradas na bolsa de uma mulher enterrada nas cinzas incluem uma com a 15ª aclamação imperatorial entre os títulos do imperador e não poderia ter sido cunhada antes da segunda semana de setembro.

Pesquisas multidisciplinares sobre os efeitos letais das ondas piroclásticas na área do Vesúvio mostraram que, nas proximidades de Pompéia e Herculano, o calor intenso foi a principal causa da morte de pessoas que antes se pensava terem morrido por asfixia por cinzas. A exposição a ≥250 °C (480 °F) provavelmente matou residentes em um raio de 10 km, incluindo aqueles que se abrigavam em prédios.